# Костеноглу, Никос
Николаос «Никос» Костеноглу (греч. Νίκος Κωστένογλου; род. 3 октября 1970, Кавала) — греческий футболист и тренер. Карьеру игрока провёл в составе двух клубов — «Ксанти» и АЕК.

## Карьера
До 1994 года выступал за «Ксанти». Затем подписал контракт с АЕК, в составе которого провёл 13 лет, выиграв четыре Кубка Греции.
В 2005 году начал тренерскую карьеру в молодёжной команде АЕК. С 2007 по 2008 год работал ассистентом у Лоренсо Серра Феррера. После его отставки занял пост главного тренера.
Затем возглавлял «Астерас» и «Ларису». В сезоне 2011/12 вновь возглавил АЕК. По окончании контракта с афинским клубом возглавил кипрский «Анортосис».
В 2015—2016 годах работал ассистентом в сборной Греции. В 2017 году возглавлял «Арис».

## Достижения
АЕК
- Кубок Греции: 1996, 1997, 2000, 2002
- Суперкубок Греции: 1996